# Бібліотека князів Чорторийських

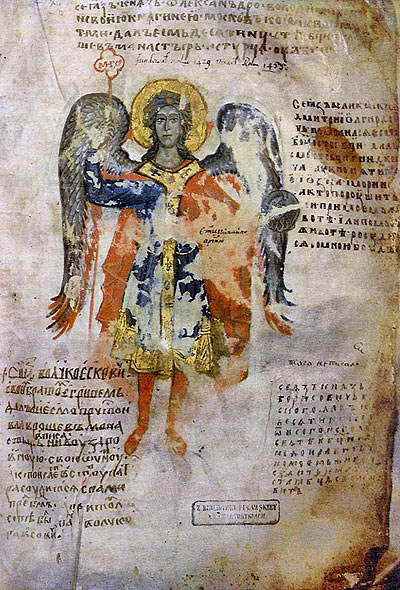
Лавришівське євангеліє з фондів бібліотеки

Бібліотека князів Чорторийських (пол. Biblioteka Książąt Czartoryskich) — бібліотека-музей у Кракові (Польща), заснована з ініціативи князя Адама Казимира Чорторийського та його дружини Ізабелли Чорторийської-Флеммінг.
Бібліотека належить Фундації князів Чорторийських, яку створив нащадок Великих князів Литовських, Руських (Українських) і Жемантійських Адам Кароль Чорторийський. 
Фонди бібліотеки підпорядковані Національному музеєві в Кракові.

## Історія
Книгозбірня спочатку розташовувалася в Палаці Чорторийських у Пулавах. До 1830 року в бібліотеці було зібрано 70 000 стародруків та 3000 давніх рукописів. Після придушення російською владою Листопадового повстання (1830—1831) та конфіскації маєтку Чорторийських фонди бібліотеки були розпорошені й заховані в Курнику, Сіняві й Парижі. Бібліотека була возз'єднанна завдяки зусиллям князя Владислава Чарторийського, який 1874 року передав її владі Кракова на збереження у міський Арсенал.
Під час Другої світової війни бібліотеку переховували від німецької окупаційної влади, однак частина фондів була втрачена. Проте після війни вдалося повернути частину книжок до бібліотеки. З 1961 року бібліотека розташовувалася у Кракові на вулиці святого Марка, 17. З 1971 року бібліотека одержала статус наукової.
Нині бібліотека складається з двох відділів: відділ друкованих і картографічних видань та відділ рукописів і архіву. Директор бібліотеки — Йолана Ленкевич.

## Фонди
У фондах бібліотеки зберігаються видання з X до XX століття переважно присвячені історії мистецтва, історії науки, військової справи та літератури. Фонди бібліотеки становлять 224 576 томів, з яких 333 інкунабули та 70 009 томів, виданих до 1800 року. Окрім того тут зберігаються 13 552 давні рукописи.
Серед скарбів бібліотеки 200 середньовічних рукописів та 80 ілюмінованих рукописів, автографи праць Миколая (Ніколауса) Коперника, Мартіна Лютера, Джорджа Байрона, Адама Міцкевича, оригінальні партитури Бетховена, книги перших президентів США.
До фондів бібліотеки входить особиста бібліотека Тадеуша Чацького разом з архівом Станіслава Августа Понятовського.